# Vera Hatz

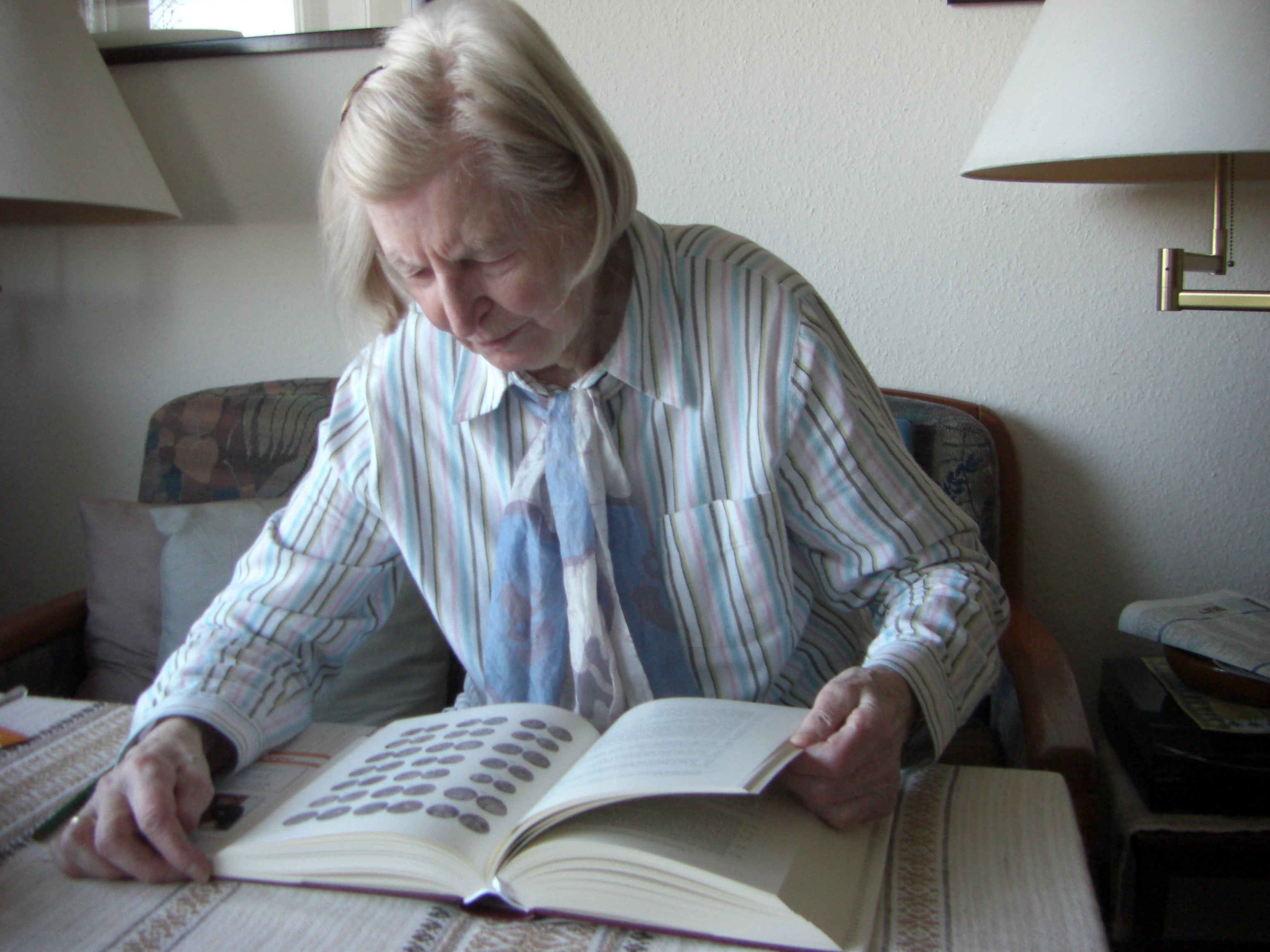
Vera Hatz (2008)

Vera Hatz (* 15. August 1923 in Hamburg, geborene Jammer; † 18. Oktober 2010 in Eutin) war eine deutsche Numismatikerin.

## Leben
Sie wurde am 14. Juli 1951 an der Universität Hamburg mit einer Arbeit zu den Anfängen des Münzwesens in Sachsen promoviert. Zusammen mit Peter Berghaus und ihrem Mann Gert Hatz gehört sie als Schülerin von Walter Hävernick zur „Hamburger Schule“ der Numismatik. Seit dem 16. Juli 1951 war sie als wissenschaftliche Hilfsarbeiterin am Museum für Hamburgische Geschichte tätig, ab dem 1. November 1954 begann sie für die Numismatische Kommission der Länder in der Bundesrepublik Deutschland die Bearbeitung der deutschen Münzen des 10. und 11. Jahrhunderts in den Münzfunden der Wikingerzeit in Schweden. Ihre Ergebnisse dazu erschienen seit 1975 im Corpus. Nummorum. Saeculorum. IX-XI qui in Suecia reperti sunt. Grundlegend ist ihre Klassifizierung der Otto-Adelheid-Pfennige.
Sie gehört mit ihrem Mann zu den bedeutendsten Mittelalternumismatikern, insbesondere auf dem Gebiet der Münzen und Geldgeschichte des 10. und 11. Jahrhunderts. 1993 wurde sie gemeinsam mit ihrem Mann als Kommandeurin des schwedischen Nordstern-Ordens ausgezeichnet. 2003 erhielten beide die Medaille der Royal Numismatic Society.
Vera Hatz ruht neben ihrem Ehemann auf dem Friedhof Volksdorf.

## Schriften
- Die Anfänge der Münzprägung im Herzogtum Sachsen (10. und 11. Jahrhundert) (= Numismatische Studien. 3–4, ISSN 0469-2144). 2 Bände (Bd. 1: Text. Bd. 2: Karten und Tabellen.). Museum für Hamburgische Geschichte – Abt. Münzkabinett, Hamburg 1952, (Volltext; zugleich: Hamburg, Universität, Dissertation, 1952).
- mit Gert Hatz, Ulrich Zwicker, Noe Gale und Zofia Gale: Otto-Adelheid-Pfennige. Untersuchungen zu Münzen des 10./11. Jahrhunderts (= Commentationes de nummis saeculorum IX–XI in Suecia repertis. Nova Series 7). Royal Swedish Academy of Letters, History and Antiquities, Stockholm 1991, ISBN 9-171-92827-8.
- mit Gert Hatz et al.: Bräkne-Hoby – Sölvesborg (= Corpus Nummorum Saeculorum IX–XI qui in Suecia reperti sunt. = Catalogue of Coins from the 9th – 11th Centuries found in Sweden. 4: Blekinge. Part 1). Almqvist & Wiksell, Stockholm 2010, ISBN 978-91-7402-393-0.